# Mušaluk
Mušaluk falu Horvátországban Lika-Zengg megyében. Közigazgatásilag Gospićhoz tartozik.

## Fekvése
Gospićtól légvonalban 7 km-re, közúton 9 km-re északra a Likai karsztmezőn, a 25-ös számú főúttól nyugatra fekszik.

## Története
A mai település török kiűzése után horvátokkal betelepített falvak közé tartozik, lakói a lički osiki római katolikus plébániához tartoznak. Korábban "Supetar" volt a neve, melyet a török korban Mušalukra cseréltek fel. A név a török musa (legelő) főnékből származik. A Marko Mesić vezette horvát hadak a Stojan Janković vezette horvát felkelők támogatásával 1689. június 15-én foglalták el Novi várát, majd miután Bilaj és Ribnik is elesett a közeli Budak várával együtt ez a terület lényegében harc nélkül került újra horvát kézre. Budakról Sebastijan Glavinić zenggi püspök a következőket írja: „A szomszédos hegyen áll egy torony, amelyet egykoron oda építettek és Budaknak nevezik. A torony henger alakú és elég magas, de teteje hiányos.” Ma Bešić várának nevezik. Építtetője a Budački család volt, akik a török elől északra Károlyváros közelébe a Kupa mellé menekültek és ott felépítették Újbudak várát. Marko Mesić missziós pap a török elleni felkelés egyik vezére 1693-ban horvátokat telepített ide. 1700-ban ő építtette fel itt a Szentlélek tiszteletére szentelt templomot és amikor 1713. február 2-án Karlobagon elhunyt végakarata szerint testét ebben a templomban temették el. Erről a templom falán elhelyezett latin nyelvű tábla emlékezik meg. Mušaluknak 1834-ben 66 háza volt 715 lakossal. A falunak 1857-ben 947, 1910-ben 807 lakosa volt. A trianoni békeszerződés előtt Lika-Korbava vármegye Gospići járásához tartozott. Ezt követően előbb a Szerb-Horvát-Szlovén Királyság, majd Jugoszlávia része lett. A falunak 2011-ben 216 lakosa volt.

## Lakosság
| Lakosság változása | Lakosság változása | Lakosság változása | Lakosság változása | Lakosság változása | Lakosság változása | Lakosság változása | Lakosság változása | Lakosság változása | Lakosság változása | Lakosság változása | Lakosság változása | Lakosság változása | Lakosság változása | Lakosság változása | Lakosság változása |
| ------------------ | ------------------ | ------------------ | ------------------ | ------------------ | ------------------ | ------------------ | ------------------ | ------------------ | ------------------ | ------------------ | ------------------ | ------------------ | ------------------ | ------------------ | ------------------ |
| 1857               | 1869               | 1880               | 1890               | 1900               | 1910               | 1921               | 1931               | 1948               | 1953               | 1961               | 1971               | 1981               | 1991               | 2001               | 2011               |
| 947                | 844                | 739                | 760                | 877                | 807                | 805                | 739                | 653                | 642                | 653                | 616                | 482                | 501                | 264                | 216                |

## Nevezetességei
- A település szélén álló Szentlélek tiszteletére szentelt római katolikus templomát[4] 1700-ban Marko Mesić építtette. Amikor 1713-ban meghalt testét itt temették el, melyre latin nyelvű tábla emlékeztet. A templom nyugat-keleti tájolású, egyhajós épület, sokszög záródású szentéllyel. Harangtornya a homlokzat felett áll. Bejárata fölött egy kőtábla található az építés évszámával, az apszis hátsó falán pedig egy máltai kereszt domborműve látható.
- A falu határában található Budak várának romja,[5] melyet a nép ma Bešić váraként ismer. Építtetője a Budački család volt, akik a török elől északra Károlyváros közelébe a Kupa mellé menekültek és ott felépítették Újbudak várát.